# Штеле, Софи
Софи Штеле (нем. Sophie Stehle; 15 мая 1838, Зигмаринген — 4 октября 1921, Харкероде) — немецкая оперная певица (сопрано).
Училась пению в Аугсбурге, а затем у Франца Лахнера в Мюнхене, дебютировала на сцене Баварской придворной оперы в 1860 году в партии Эрмелины («Швейцарское семейство» Йозефа Вайгля). Первая исполнительница партии Фрики в опере Рихарда Вагнера «Золото Рейна» (1869) и партии Брунгильды в его же «Валькирии» (1870). Среди других наиболее известных партий — Маргарита в «Фаусте» Шарля Гуно.
В 1874 году вышла замуж за барона Вильгельма фон Книгге (1840—1928) и оставила сцену, продолжая эпизодически выступать с концертами.
Имя певицы носит улица (нем. Sophie-Stehle-Straße) в пригороде Мюнхена Нойхаузене.